# John Cripps

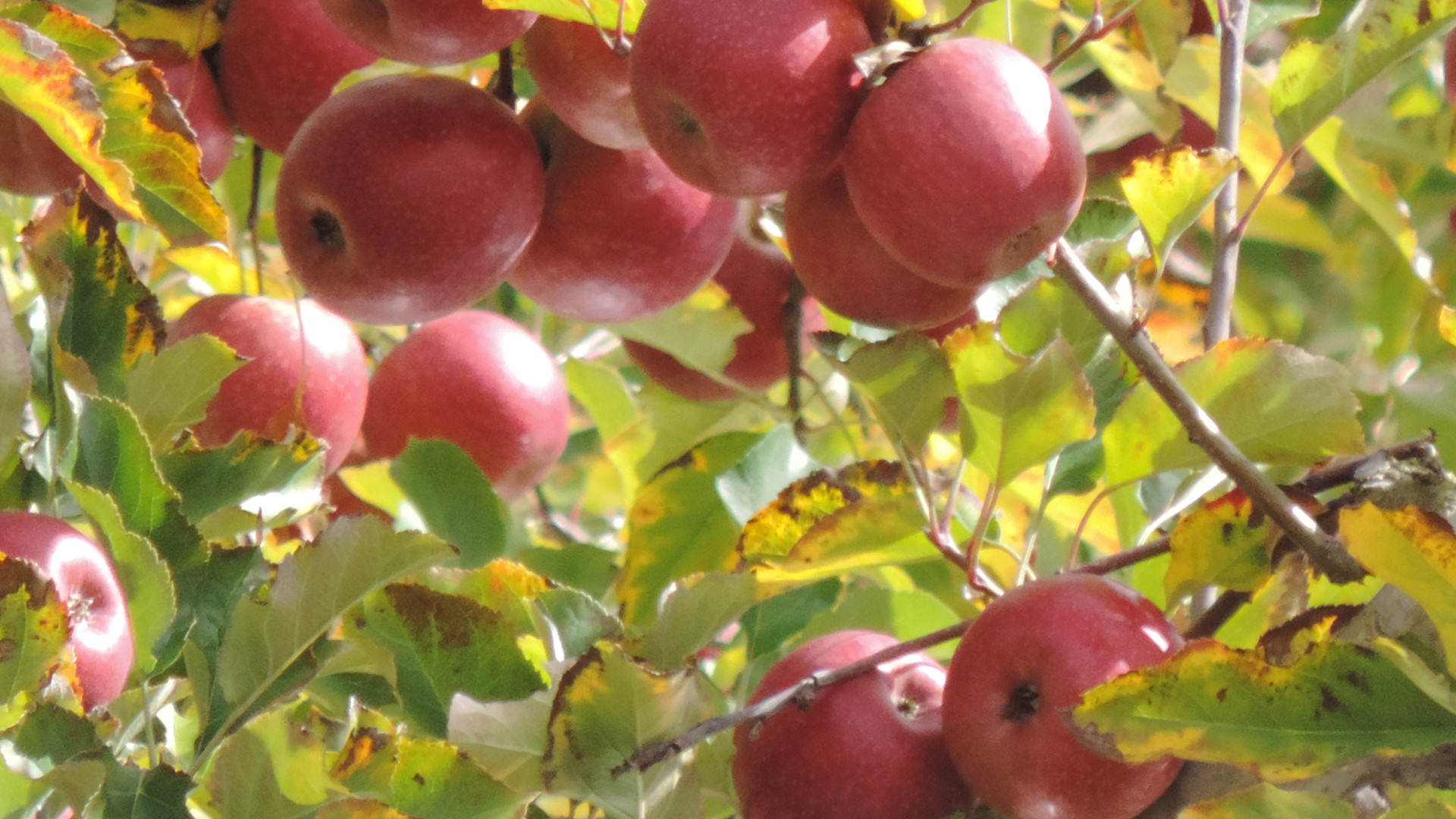
Pink Lady

John Cripps (Steyning, 9 april 1927 – West-Australië, 10 mei 2022) was een Brits-Australische horticulturist. Hij is bekend van de ontwikkeling van de Pink Lady en Sundowner-appelrassen. Ze worden ook wel de Cripps Pink en de Cripps Red genoemd.

## Biografie
Cripps werd geboren te Steyning in Sussex, Engeland. Hij behaalde een diploma tuinbouw aan de Universiteit van Reading dankzij een studiebeurs voor terugkerende soldaten uit de Tweede Wereldoorlog. In 1955 emigreerde hij naar Perth in West-Australië nadat hij een job aangeboden kreeg door het Department of Agriculture and Food of Western Australia (DAFWA). In 1959 werd hij gespecialiseerd horticulturist voor het departement. Hij werkte aan de ontwikkeling van onderstammen en bedacht methoden om de tuinbouwproductie in West-Australië te optimaliseren.
In 1973 ontwikkelde hij de Cripps Pink (Pink Lady) appel aan het Stoneville onderzoekscentrum. Hij was al jong geïnteresseerd in het telen van appelen en experimenteerde er als knaap mee in de achtertuin in Engeland. In Australië mocht hij daarmee verder doen op voorwaarde dat het niet in de weg stond van het werk dat belangrijker geacht werd. Cripps werk was ook van belang voor de uitbouw van de wijnsector in de streek rond Manjimup en Pemberton.
In 2002 ging John Cripps met pensioen.
Cripps kreeg in 2010 een plaats in de Royal Agricultural Society Hall of Fame voor zijn belangrijke bijdrage aan appelindustrie in West-Australië.
In 2015 werd hij benoemd tot officer in de Orde van Australië voor zijn internationaal gerespecteerde dienst aan de primaire sector van West-Australië en zijn dienst aan de gemeenschap.
Cripps overleed op 95-jarige leeftijd.